# Norrköpings rådhus
Norrköpings rådhus (pol. Ratusz w Norrköping) – budynek administracyjny położony przy Tyska torget w Norrköping. Został wzniesiony w latach 1907–1910 według projektu architekta Isaka Gustafa Clasona jako siedziba rady miasta i sądu miejskiego pierwszej instancji. Od 1971 roku jest siedzibą rady gminy Norrköping.

## Historia

### Poprzednicy ratusza
Historia rady miejskiej według wzoru niemieckiego, z burmistrzem i radą, sięga w Norrköping roku 1363. Posiedzenia tej rady miały miejsce przypuszczalnie w ratuszu znajdującym się przy rynku zwanym dziś Gamla torget (Stary Rynek). Były tam dwa ratusze, znane w pierwszej połowie XVII wieku. Jeden z nich został spalony w 1567 roku w wyniku działań zbrojnych w ramach I wojny północnej na terenie Östergötland. Drugi z ratuszy, zbudowany po roku 1640, został zniszczony w wyniku katastrofalnego pożaru miasta w roku 1655. Po pożarze prowizoryczny ratusz ulokowano w zlikwidowanym browarze Sessmanska bryggeriet przy moście Saltängsbron. W roku 1692 browar rozebrano, aby zrobić miejsce dla nowego ratusza. Na jego wygląd wskazuje jeden z miedziorytów z cyklu Suecia Antiqua et Hodierna z 1706 roku, wykonanych przez Johannesa van den Aveelena. W rzeczywistości był to tylko plan, ponieważ z zaplanowanego ratusza zbudowano jedynie piwnice. Czas wojny, zarazy i pożarów nie sprzyjał nowym inwestycjom. Po rozbiórce browaru Sessmanska wykorzystywano w charakterze ratusza pomieszczenia w budynku gildii przy Gamla torget.
Kulminacją niekorzystnych wydarzeń, jakie nawiedziły Norrköping, był najazd wojsk rosyjskich w roku 1719, który obrócił miasto w ruinę. W wyniku odbudowy powstało całkowicie nowe miasto, a wraz z nim również nowy ratusz, ulokowany w południowej części placu Tyska torget (Rynku Niemieckiego). Ratusz ten zbudowano w latach 1724–1734. Był to dwupiętrowy, kamienny budynek mieszczący m.in. sądy miejskie, sąd morski, archiwum miasta i zbrojownię straży miejskiej. W takim stanie ratusz przetrwał do roku 1890, kiedy pojawiły się plany budowy nowego ratusza.

### Obecny ratusz
Po wielu dyskusjach postanowiono, iż nowy ratusz zostanie wybudowany na miejscu dotychczasowego ratusza. Sporządzenie projektu powierzono architektowi Isakowi Gustafowi Clasonowi. Ostateczna decyzja w sprawie budowy została podjęta przez Radę Miasta 25 maja 1906 roku, a w październiku tego samego roku rozebrano stary budynek ratusza. Urzędnicy rady Miejskiej znaleźli tymczasowe lokum w budynku przy Gamla Rådstugugatan (kwartał Nya Strömmen).
Ponieważ teren w miejscu budowy był grząski, przed wybudowaniem ratusza wbito w grunt 4274 pali. 68-metrowa wieża została oparta na czterech potężnych, betonowych filarach, z których najdłuższy osiąga powierzchnię skał dopiero 20 metrów pod powierzchnią gruntu. Podczas prac wykopaliskowych w maju 1907 roku odkryto szkielet foki grenlandzkiej z ostrzem harpuna pomiędzy kośćmi. Znalezisko pochodziło z okresu Morza Litorynowego.
Budowę ratusza rozpoczęto w 1907 roku, a ukończono w 1910 roku. Inauguracja miała miejsce w dniu 28 listopada tego samego roku. Koszt budowy wyniósł 1 700 000 koron. Walory architektoniczne budynku zostały wysoko ocenione przez Augusta Bruniusa, jednego z czołowych ówczesnych krytyków sztuki w Szwecji.
Ratusz ma obecnie zasadniczo ten sam kształt co 1910 roku. Choć na przestrzeni lat dokonano w nim pewnych modernizacji, nie były to jednak zmiany radykalne. Znamienną datę w dziejach ratusza stanowi 27 maja 1942, kiedy ogarnął go ciężki pożar, wywołany prawdopodobnie zapaleniem się sadzy w kominie. Pożar udało się jednak opanować, choć przepadły niektóre elementy wystroju ratusza, jak przechowywany na strychu wielkowymiarowy obraz Orkiestra Dawida pędzla Pera Hörberga.
O ile budynek ratusza niewiele się zmienił, to zmieniały się formy i zakres działalności, prowadzonej w jego murach. Początkowo w ratuszu mieściła w nim policja, magistrat, sąd miejski (rådhusrätten), wydział zdrowia, urząd architekta miejskiego i biuro inżyniera miejskiego oraz poszczególne służby miejskie.
Z biegiem lat, wraz z rosnącą rolą tzw. sektora publicznego, następowały zmiany w organizacji zarządzania miastem. Część wydziałów zniknęła, inne zostały przeniesione, np. policja, która w 1965 otrzymała własny biurowiec przy Stockholmsvägen, oraz Tingsrätten (Sąd Rejonowy), który zastąpił w 1971 dawny Rådhusrätten i przeniósł się do własnego budynku przy Södra Promenaden. Przeniesiono również poszczególne wydziały administracji miejskiej. Pomimo tych wszystkich zmian organizacyjnych ratusz, podobnie jak w przeszłości, nadal pełni swoją rolę jako centrum administracyjne Norrköping.

## Architektura i wystrój
Imponująca bryła ratusza, nawiązująca do szwedzkiego baroku, zostali wzniesiona z ciemnych, czerwonofioletowych cegieł z Helsingborga przeplatanych warstwami szarego granitu z zachodniego wybrzeża Szwecji. Ogromna klatka schodowa zbudowana została z zielonego marmuru z Kolmården z dodatkiem czerwonego wapienia z Olandii. Na dekoracyjny wystrój budynku składają się liczne rzeźby i napisy. Szczególnie bogato prezentuje się główne wejście i fasada od strony Tyska torget.
Klatka schodowa jest flankowana dwoma dużymi kandelabrami z granitu, ozdobionych w dolnej części rzeźbami ośmiu starożytnych bóstw. Na pierwszym kandelabrze widoczni są: Apollo – bóg słońca, Pan – bóg lasu i sił natury, Pluton – bóg podziemia i Ceres – bogini urodzaju). Drugi kandelabr zdobią: Minerwa – bogini sztuki, Wulkan – bóg ognia i kowalstwa, Merkury – bóg handlu i transportu oraz Neptun – bóg morza. Wszystkie te oraz inne rzeźby wykonano według gipsowych modeli rzeźbiarza Johana Axela Wetterlunda.

### Znaki cechów rzemieślniczych
Na pilastrach pomiędzy oknami widoczne są niektóre stare znaki cechów rzemieślniczych. W niektórych przypadkach jako wzór posłużyła tu stara pieczęć gildii z Norrköping.

### Westybul klatki schodowej
Z klatki schodowej wejście prowadzi do wielkiego westybulu flankowanego rzeźbami dłuta Gottfrida Larssona: Roztropności (symbolizującej samorząd terytorialny) i Sprawiedliwości (symbolizującej sąd miejski i policję).

### Sale obrad

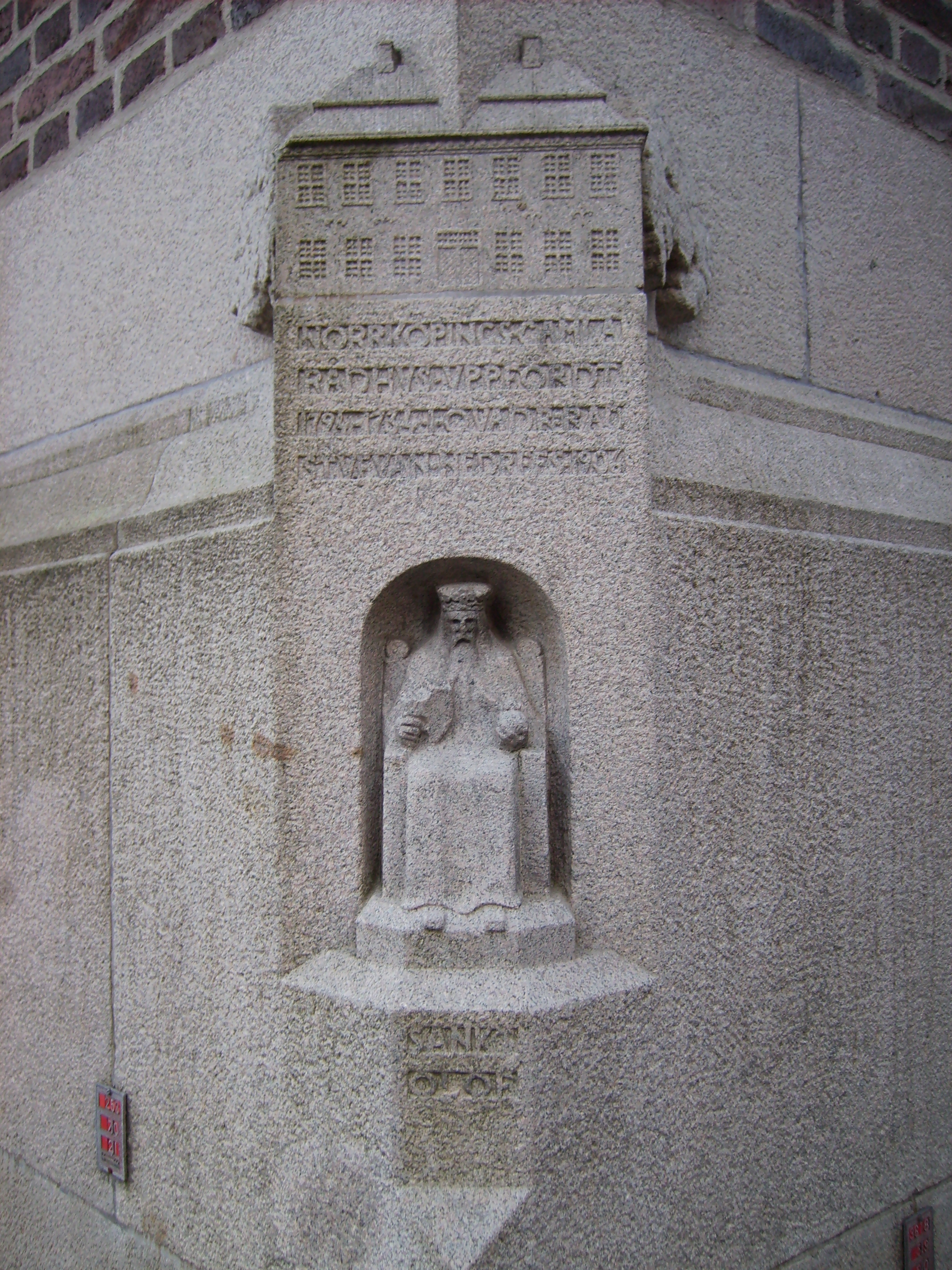
Rzeźba św. Olafa i relief przedstawiający stary ratusz

Autorem części wystroju sal obrad jest Johann Axel Wetterlund. Jego dziełem jest obraz Mojżesza na suficie Tornsalen (Sali Wieżowej) (pierwotnie sali plenarnej magistratu) oraz modele do wielu rzeźb drewnianych, m.in.: Iustitii – bogini sprawiedliwości w i S:t Olofssalen (Sali św. Olafa – dawnej sali sądu miejskiego) oraz płaskorzeźb króla Gustawa II Adolfa i królowej Krystyny Wazy w Rådssalen (Sali Rady, dawnej sali sesji rady miejskiej, obecnie sali posiedzeń rady gminy). Wokół ścian S:t Olofssalen i Rådssalen biegnie fryz wykonany przez sztukatora Brora Anderssona, przeplatany napisami, motywami roślinnymi, tarczami i płaskorzeźbami. Wśród dekoracji znalazły się również motywy biblijne: historia Adama i Ewy i drzewa poznania dobra i zła, Kain zabijający Abla, tablice przymierza i Baranek Boży. Napisy w Rådssalen nawiązują do historii miasta: roku 1604, kiedy Karol IX Waza został w Norrköping koronowany na króla Szwecji) i roku 1800 (koronacja króla Gustawa IV Adolfa). W Rådssalen znajduje się również pełnopostaciowy portret króla Karola XIV Jana pędzla Pera Kraffta (młodszego).
Na zewnątrz, w niszy narożnika ratusza przy skrzyżowaniu Drottninggatan i Tyska torget umieszczono miniaturową kamienną rzeźbę św. Olafa, patrona miasta oraz model starego ratusza z lata 1724–1734, wyburzonego w roku 1906.

## Wyposażenie

### Carillon
W górnej części wieży ratuszowej umieszczono carillon, składający się pierwotnie z 10 dzwonów, zamontowany w 1914 roku, podarowany miastu w 1910 roku przez jednego z jego mieszkańców. Dzwony zostały odlane w ludwisarni M & O Ohlsson w Lubece. W 1963 roku odlano w ludwisarni Bergholtz klockgjuteri w Sigtunie nowy carillon. Składa się on z 35 dzwonów, ważących od 15 do 700 kilogramów (łącznie 4 tony). Przed rocznicą 600-lecia założenia Norrköping w 1984 roku carillon powiększono o 13 dzwonów, również odlanych w Bergholtz klockgjuteri. Nowy carillon został zainaugurowany w styczniu 1984 roku. Jego grę słychać codziennie o godzinie 12 i 17. Melodie są zmieniane regularnie raz w miesiącu. Na specjalne okazje, takie jak Boże Narodzenie i Noc Walpurgii (30 kwietnia) na carillonie dawane są ręczne koncerty.

### Gobeliny w Tornsalen
Tornsalen zdobi osiem dużych gobelinów (4 x 2 m) przedstawiających historię miasta Norrköping od czasu petroglifów do początku XXI wieku. Gobeliny zostały uroczyście odsłonięte w 2006 roku. Wykonała je artystka Åsa Bengtsson. Przed ich wykonaniem studiowała historię miasta, zwiedzała je i przeprowadzała wywiady z mieszkańcami. Wspólnym motywem gobelinów stała się niebieska wstęga, symbolizująca rzekę Motalę, będącą ważnym czynnikiem rozwoju miasta. Gobeliny wykonały ręcznie tkaczki w Rydze – mieście partnerskim Norrköping.

### Figura św. Olafa na szczycie wieży
Na szczycie wieży ratusza umieszczona figurę św. Olafa – patrona Norrköping, zwanego popularnie Gull-Olle. Pozłacana rzeźba z granitu ma cztery i pół (z podstawą sześć) m wysokości. Olaf II Haraldsson, norweski wiking, był poganinem, który nawrócił się na chrześcijaństwo. Został ochrzczony w po roku 1010. Wybrany na króla Norwegii, usiłował zjednoczyć małe lokalne państewka w jeden organizm. Zginął w bitwie pod Stiklastad w roku 1030. Krótko po jego pochówku przy jego grobie w Stiklastad zaczęły dziać się cuda, a on sam zyskał opinię świętego. Po pewnym czasie został kanonizowany stając się pierwszym świętym w historii Skandynawii. Stał przedmiotem kultu, a wielu miejscach zbudowano kościoły i klasztory pod jego wezwaniem; również w Norrköping jeden z kościołów jest mu poświęcony. Stał się on także głównym patronem Gildii Świętego Olafa, a w XIV w. został wybrany jako wzór pieczęci i herbu miasta. Z tego samego powodu umieszczono jego figurę na szczycie wieży ratusza w 1910 roku.
7 grudnia 1990 roku ratusz zyskał status zabytku architektonicznego (szw. byggnadsminne)